# Conrad Vernon Morton
Conrad Vernon Morton (24 de octubre de 1905 - 29 de julio de 1972) fue un botánico estadounidense especializado en las Pterophyta.
Comenzó a trabajar como asistente en el Museo Nacional de Historia Natural en 1928. Luego fue asistente conservador en 1938 y conservador asociado en 1946.
En 1948, es primer conservador de la división de filicófitas en el seno del departamento de botánica.
Es botánico senior en 1970, puesto que conserva hasta su fallecimiento.
Contribuyó activamente en el American Fern Journal.

## Algunas publicaciones
- The genera, subgenera, and sections of the Humenophyllaceae - Bull. of the United States National Museum - Contributions from de United States National Herbarium - Washington - Smithsonian Institution Press, 62 pp. 1968

- "Studies of fern types". Smithsonian Institution Press, Washington, dos vols. 1967-1973

- Revisión de las especies argentinas de Solanum. Academia Nacional de Ciencias, Córdoba, Argentina, 260 pp. 1976

- Ferns and Gesneriads. Contributions from the United States National Herbarium 38. Editor Smithsonian Institution Press, 396 pp. 1974

- Recent Fern Literature. Editor Am. Fern Soc. 38 pp. 1970

- The Polypodiaceae Subfamily Asplenioideae in Venezuela. Parte 4 Memoirs of the New York Botanical Garden. Con David B. Lellinger. Editor New York Bot. Garden, 49 pp. 1966

- Taxonomic studies of tropical American plants. Contributions from the United States National Herbarium 29 ( 1): 86 pp. Editor U.S. Govt. Print. Off. 1944

- Localidades visitadas y rutas recorridas. Con Richard Evans Schultes. Edición reimpresa, 1942

- The Mexican and Central American Species of Viburnum. Contributions from the U.S. National Herbarium. Editor U.S. Govt. Print. Off. 5 pp. 1933

## Honores

### Epónimos
Géneros
- (Apocynaceae) Mortoniella Woodson[1]

- (Tiliaceae) Mortoniodendron Standl. & Steyerm.[2]

Especies
- Asplenium mortonii Duek, 1971 (Aspleniaceae)

- Besleria mortoniana Steyerm. 1971 (Gesneriaceae)

- Clidemia mortoniana Standl. 1938 (Melastomataceae)

- Eupatorium ×mortonianum Alain, 1960 (Asteraceae)
- La abreviatura «C.V.Morton» se emplea para indicar a Conrad Vernon Morton como autoridad en la descripción y clasificación científica de los vegetales.[3]